# Gare de Ria
La gare de Ria est une gare ferroviaire française de la ligne de Perpignan à Villefranche - Vernet-les-Bains, située sur le territoire de la commune de Ria-Sirach, dans le département des Pyrénées-Orientales en région Occitanie.
Elle est mise en service en 1895 par la Compagnie des chemins de fer du Midi et du Canal latéral à la Garonne. 
C'est une halte voyageurs de la Société nationale des chemins de fer français (SNCF) desservie par des trains TER Occitanie.

## Situation ferroviaire
Établie à 400 mètres d'altitude, la gare de Ria est située au point kilométrique (PK) 510,917 de la ligne de Perpignan à Villefranche - Vernet-les-Bains, entre les gares de Prades - Molitg-les-Bains et de Villefranche - Vernet-les-Bains.

## Histoire
La station de Ria, est mise en service, par la Compagnie des chemins de fer du Midi et du Canal latéral à la Garonne qui a racheté la ligne en 1884, lors de l'ouverture de la section de Prades à Villefranche-de-Conflent le 2 juin 1895.

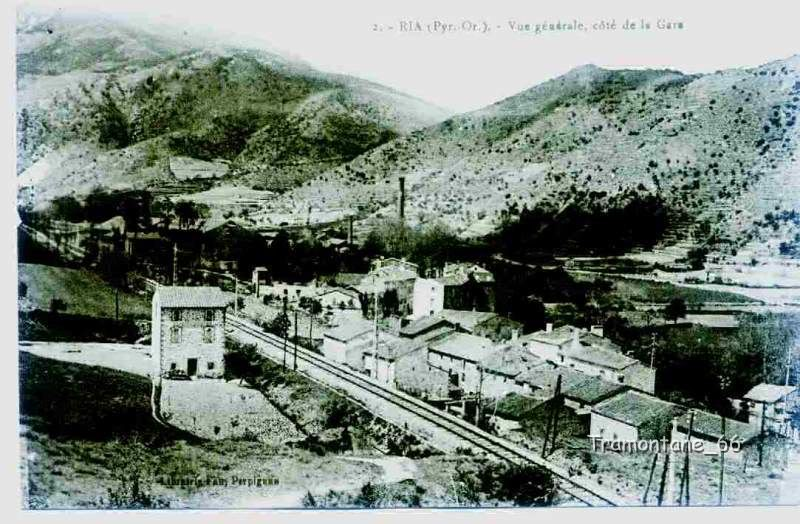
La gare de Ria dans les années 1900.

En 2014, selon les estimations de la SNCF, la fréquentation annuelle de la gare était de 1 120 voyageurs.

## Service des voyageurs

### Accueil

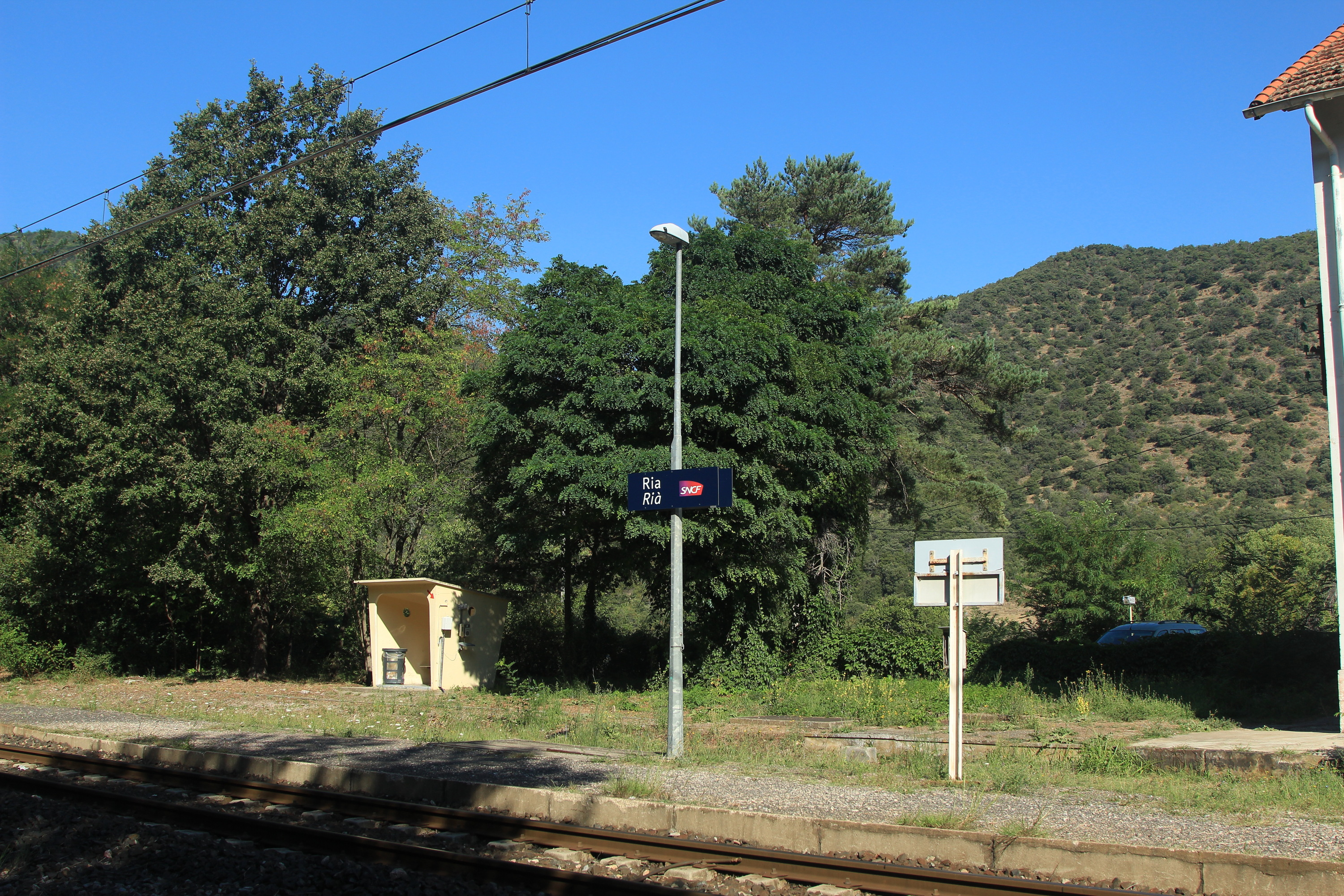
Quai de la halte.

Halte SNCF, c'est un point d'arrêt non géré (PANG) à entrée libre.

### Desserte
Ria est desservie par des trains TER Occitanie qui effectuent des missions entre les gares de Perpignan et de Villefranche - Vernet-les-Bains.
Depuis le 14 décembre 2017, les trains sont remplacés par des bus en raison de l'accident de Millas et d'un éboulement survenu en janvier 2020 près de Prades.

### Intermodalité
Un parking pour les véhicules y est aménagé.